# Ребедайловка
Ребеда́йловка (укр. Ребедайлівка) — село в Черкасском районе Черкасской области Украины в составе Михайловской сельской общины. Население по переписи 2019 года составляло 1010 человек.

## География

### Расположение
Расположено на реке Лаврусихе (приток Тясмина) в 56 км от районного и областного центра и в 7,1 км от железнодорожной станции Каменка. Граничит с селами Михайловка, Грушковка, Пляковка, Флярковка. Занимает выгодное географическое положение в отношении транспортных связей. Западная часть села примыкает к трасе Киев-Луганск-Изварино, что соединена асфальтированной дорогой с центром села. Именно село расположено по оврагам и балкам, образовавшихся в результате разрушения поверхности стоками вод и имеют разные названия: Бичкивка, Саранчене, Перегоновка, Новоселица, Экономия, Яр (эти названия произошли от времени заселения). Основная территория села расположена на равнине. Село окружено лесами: Барвенково, Тростянка, Ребедайлове, Парафилове, Хивричеве.

### Полезные ископаемые
Полезные ископаемые, которые распространены на территории села преимущественно осадочного происхождения: пески, глина, среди которых каолин, который можно использовать в фарфоро-фаянсовой промышленности. Запасы её невелики.
Строительный камень, который выходит на поверхность в долине реки. Есть глина для гончарного дела. Гранит, как строительный материал, использовали для строительства животноводческих помещений, в данное время не добывают.

### Климат
Климат нашей местности умеренно-континентальный. Преобладают западные и северо-западные ветры в течение весны, лета и осени. Средняя январская температура воздуха — - (5-6) ° С, средняя июльская — + (20-23) ° С. Среднее количество осадков составляет — 500 мм на год. В течение года осадки выпадают неравномерно, часто летом бывают ливни, засухи.

### Флора и фауна
На большей территории Ребедайловка почвы средне-гумусные черноземы. Территория расположена на границе перехода зоны лесостепи в степь. В лесах, расположенных по оврагам и балкам, почвы серые лесные. Растительный мир представлен растениями леса и степи. Когда в прошлом был ковилотопчаковий степь — в настоящее время распахан, на котором выращивают различные сельскохозяйственные культуры. Большинство оврагов и склонов распаханы и на них посажены леса. В лесах данной местности преобладают лиственные породы: дуб, граб, липа, клен и кусты: орешник, терн, боярышник, бересклет. Под кустами растут различные травы. Старых деревьев сохранилось очень мало в связи с тем, что несколько раз проводилась вырезка.
Подсажено много молодых деревьев, среди них хвойных пород. Травянистый покров состоит из багатотравья, в составе которого распространены лекарственная медуница, фиалка, луговой чай. Весной вся лесная площадь покрыта густым разноцветным ковром подснежников. Животный мир представлен животными леса и степи. В лесах водятся косули, зайцы, лисы, куницы, кроты, ежи и дикие кабаны и разнообразные птицы. В степях распространены грызуны — полевые мыши, суслики, тушканчики и различные птицы. В пруду водятся рыбы: карп, карась, толстолобик. Летом прилетают водоплавающие птицы. Количество птиц и животных в последнее время значительно уменьшилось из-за чрезмерного применения в сельском хозяйстве химикатов.

## Название
Одна из версий гласит что название происходит от слов «рыбы дай». Через село проходила чумацкая дорога, под прудом была землянка, в которой жил сторож. Когда проезжали чумаки, то всегда просили сторожа — «рыбы дай», а потом и дали ему прозвище Рибидайло. Позже и село стало называться Ребедайловка. Потомки Ребедайла выехали в село Жаботин, где живут до сих пор.

## [История]
Село основано в 1639 году. Когда Ребедайловка была имением помещика Карла Трипольского, которому принадлежало также и село Ревовка. В обоих селах проживало 828 человек, в том числе 20 римокатоликов, принадлежавших к барскому имению (двору). В село Ребедайловка входило 3 хутора и хутор Онуфриевского монастыря, где был один двор и жила семья из 3 человек. Хутору принадлежало 93 десятин земли. Главное занятие местного населения — земледелие, которое велось по трехпольной системе и находилось в аренде у крестьян села Прусы Черкасского уезда А. К. Кодолы и М. Ф. Луценко. Сейчас эта местность называется хутор Чернече.
Другой хутор Ребедайловский (собственнический), где было два дома и жили 7 человек. Основным занятием также было земледелие. Хутору принадлежало 240 десятин земли, что принадлежала Натальи и Марии Парамоновым-Волик и находилась в аренде И. А. Ленкевича.
Ещё один хутор Лаврусиха, расположенный в долине реки Лаврусиха, через который проходил чумацкий путь, имел 91 дес. земли. В 1808 году в селе насчитывался 81 двор, где проживало 506 человек. Ребедайловка с окружающими селами принадлежала Льву Давыдову и продана им Цихоцкому. От Цихоцкого куплена бывшим председателем общественного суда Трипольский: отцом Карла Трипольского, впоследствии графу Бобринскому. В 1808 году в селе построен винокурнный завод.
В 1796 году здесь построена деревянная церковь, которая сейчас является памятником архитектуры. Церкви принадлежало 130 десятин земли. В то время здесь было 20 ветряных мельниц и кузница. При церкви от 1813 действовала церковноприходская школа.

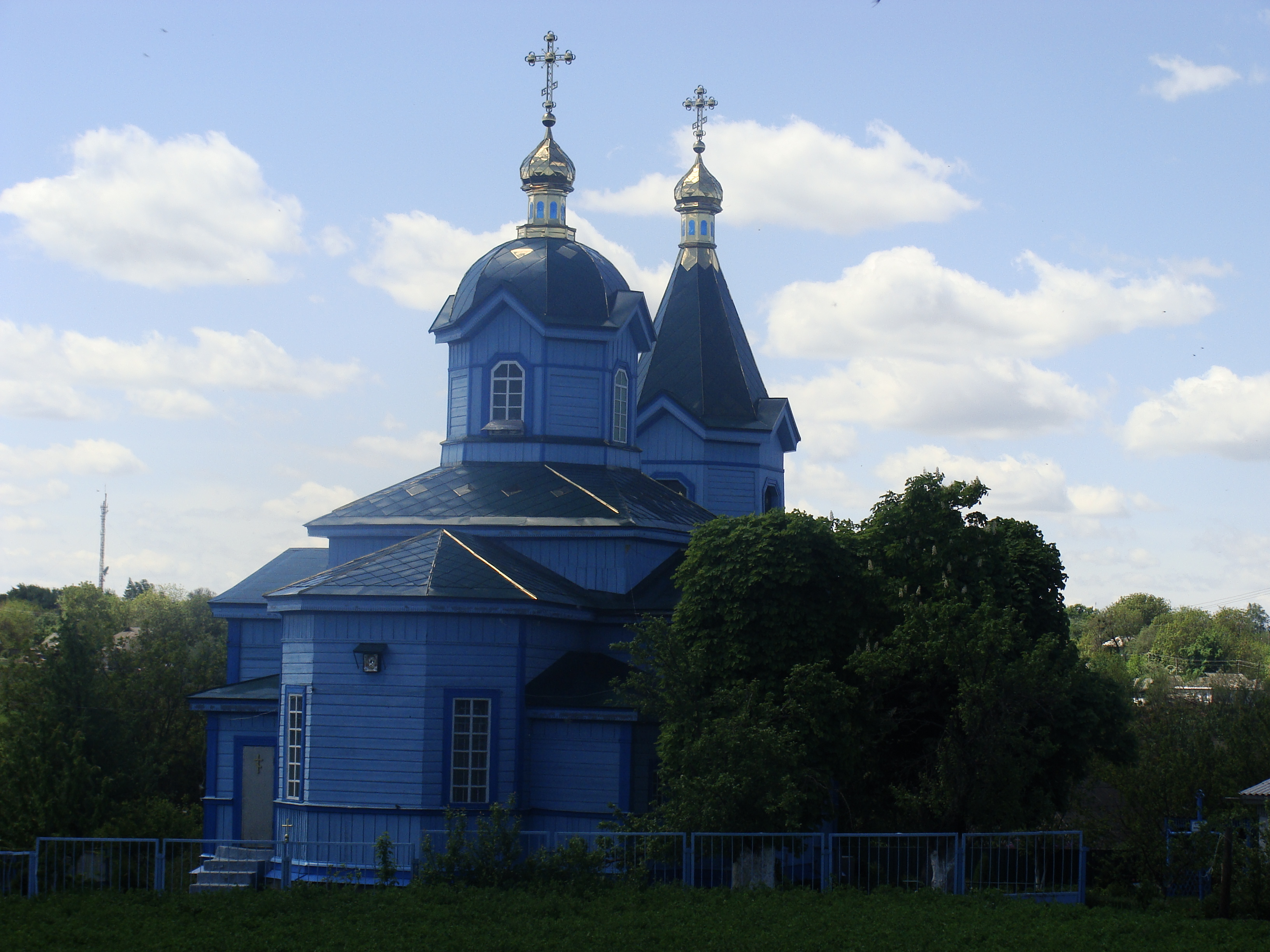
Церковь Рождества Пресвятой Богородицы

В январе 1918 года в селе установилась Советская власть, а в 1924 году крестьянами создана артель «Прогресс». 6 апреля 1925 создано мелиоративное товарищество крестьянской помощи по строительству ставка (председатель — Бычок Иосиф П.). 1926 было создано садовое общество «Новый сад» (председатель — Гвоздик Макар Садивонович), которое просуществовало до 1 июня 1928 года. В январе 1930 года было создано товарищество по совместной обработке земли «Новая жизнь» (председатель П. Ф. Солодаренко), на базе которого 1935 создан колхоз имени Кирова.
1941 село оккупировано немецкими войсками. 76 местных жителей погибли на фронтах Великой Отечественной войны, а 72 награждены советскими орденами и медалями. В ночь с 9 на 10 января 1944 село было освобождено советскими военными подразделениями 8-го механизированного корпуса гвардейской танковой армии Второго Украинского фронта под командованием Зуслаева.
По состоянию на 1972 в селе проживало 1295 человек, работала комплексная бригада Каменского колхоза «Жовтень». К тому времени в селе работали восьмилетняя школа, клуб, библиотека с фондом 6000 единиц хранения (книг), медпункт.

## Образование
1 мая 1813 в селе Ребедайловка открылась церковно-приходская школа, в которой было 6 учеников и 1 учитель. В 1930-х годах в центре села было построено новое здание школы, где учились ученики старших классов. В ноябре в 1959 году школа получила статус восьмилетней. 16 ноября 1975 введено в эксплуатацию новое здание на 320 учеников. Сейчас в школе обучается 72 ученика. В 1991 году школа реорганизована в среднюю, от декабря 2019 — КУ «Ребедайловский лицей Михайловского сельского совета». Учебно-воспитательный процесс в заведении обеспечивают 15 педагогов.

## Известные люди[1]
Беспалый И. Д. — кандидат сельскохозяйственных наук.
Бордюг Александр Олегович — серебряный призёр Евразийского кубка по пауэрлифтингу.
Эльжбета Босняцка (1837—1904) — польский поэт и драматург.
Гвоздик Василий Степанович — кандидат исторических наук, доцент кафедры новейшей истории Украины Запорожского национального университета.
Кирило Гвоздик — художник поколения расстрелянного возрождения, бойчукистов.
Евса Ольга Александровна — модель, участница шоу «Модель XL».
Олег Клочок — художник-живописец.
Данило Кононенко — поэт, переводчик, публицист, заслуженный журналист Украины.
Кононенко Степан Якович — поэт, педагог.
Кульбачный Константин Нестерович — кандидат медицинских наук.
Миколенко М. П. — кандидат биологических наук.
Погорелый Алексей Валерьевич (1995—2014) — старший солдат Вооруженных сил Украины, участник русско-украинской войны.
Солодаренко И. И. — архитектор, реставратор.
Таран И. В. — профессор, доктор биологических наук.
Яворская Валентина Александровна — доцент кафедры биржевой деятельности и торговли Национального университета биоресурсов и природопользования Украины, кандидат экономических наук.

## Памятники, исторические места
В центре села расположен обелиск Славы, установленный в память односельчан погибших во время Великой Отечественной войны, имена которых высечены на гранитных плитах мемориала. Недалеко от села обнаружено курганы раннескифского времен.

## Местная власть
20825, Черкасская обл., Черкасский р-н, с. Михайловка, ул. Героев Майдана, 27